# Битва під Револаксом
Битва під Револаксом — відбулась 15 (27) квітня 1808 року під час російсько-шведської війни 1808—1809 років.

## Передумови
Після поразки полковника Кульнєва при Сікайокі, командувач шведськими військами у Фінляндії, фельдмаршал Клінгспор, розраховуючи на свою чисельну перевагу, слабкість та ізольованість російського передового корпусу генерала Тучкова, вирішив розбити його частинами.
Першочерговою метою Клінгспор намітив загін генерал-майора Булатова (3 батальйони, 2 взводи гусар, 50 козаків і 4 гармати — разом близько 1500 осіб).
Для головного удару у російський правий фланг була призначена бригада Кронштедта (2000 осіб), а проти лівого фланга — більш слабкий загін Адлеркрейца.

## Перебіг битви

Битва під Револаксом

Атака мала відбуватись одночасно вранці 27 квітня. Проте Адлеркрейц підійшов до російських передових постів ще до світанку. Зав'язалась перестрілка.
На допомогу передовій лінії були відряджені батальйон Пермського полку й 1 гармату. Невдовзі на правому крилі Булатова з'явився Кронштедт. Попереду його колон були розсипані стрільці на лижах.
Булатов, який вирішив відстоювати свою позицію, розташував три роти Пермського полку лівим флангом до річки, звідки з'явився неприятель; однією ротою зайняв Револакс, а батальйон Могилевського полку залишив у резерві.
Стрільці Кронштедта, рухаючись уперед, відкрили вогонь. Булатова було поранено. Потім шведи атакували Револакс і, не зустрівши там опору (рота прикриття відступила), рушили на батальйон Могилевського полку, щоб відрізати росіянам шлях відступу на Сікайокі. Булатов поспішив до уразливого пункту з трьома ротами Пермського полку.
Прибувши на місце та поставивши два батальйони на височині, він відкрив артилерійський вогонь та відбивав ворожі атаки з фронту та справа. Але в той час на ліве крило Булатова, а також і в тил йому рушив Адлеркрейц, оскільки батальйон Пермського полку під тиском відступив на Сікайокі, не попередивши про це Булатова. Окрім того, виявивши шведів у тилу, пішов з поля бою і батальйон з 2-ї лінії.
Внаслідок цього Булатов потрапив в оточення з усіх боків. Вдруге поранений, бажаючи пробитись, він пішов в атаку; але, прострілений наскрізь у груди, був взятий у полон. Це довершило поразку російського загону.

## Підсумки битви
Разом загін Булатова втратив 3 гармати, 9 зарядних ящиків і 487 убитими й полоненими; решта загону зуміла пробитись до загону Тучкова.
Наслідки поразки під Револаксом виявились для Росії дуже несприятливими: Тучков відступив до Гамле-Карлебю, й таким чином шведам залишилась значна територія; дух шведського війська значно зріс, а фіни, переконавшись у можливості перемогти росіян, усюди повстали, здійснюючи збройні напади навіть на великі російські загони.